# Список історичних дзвіниць України за висотою
Список історичних дзвіниць України за висотою.

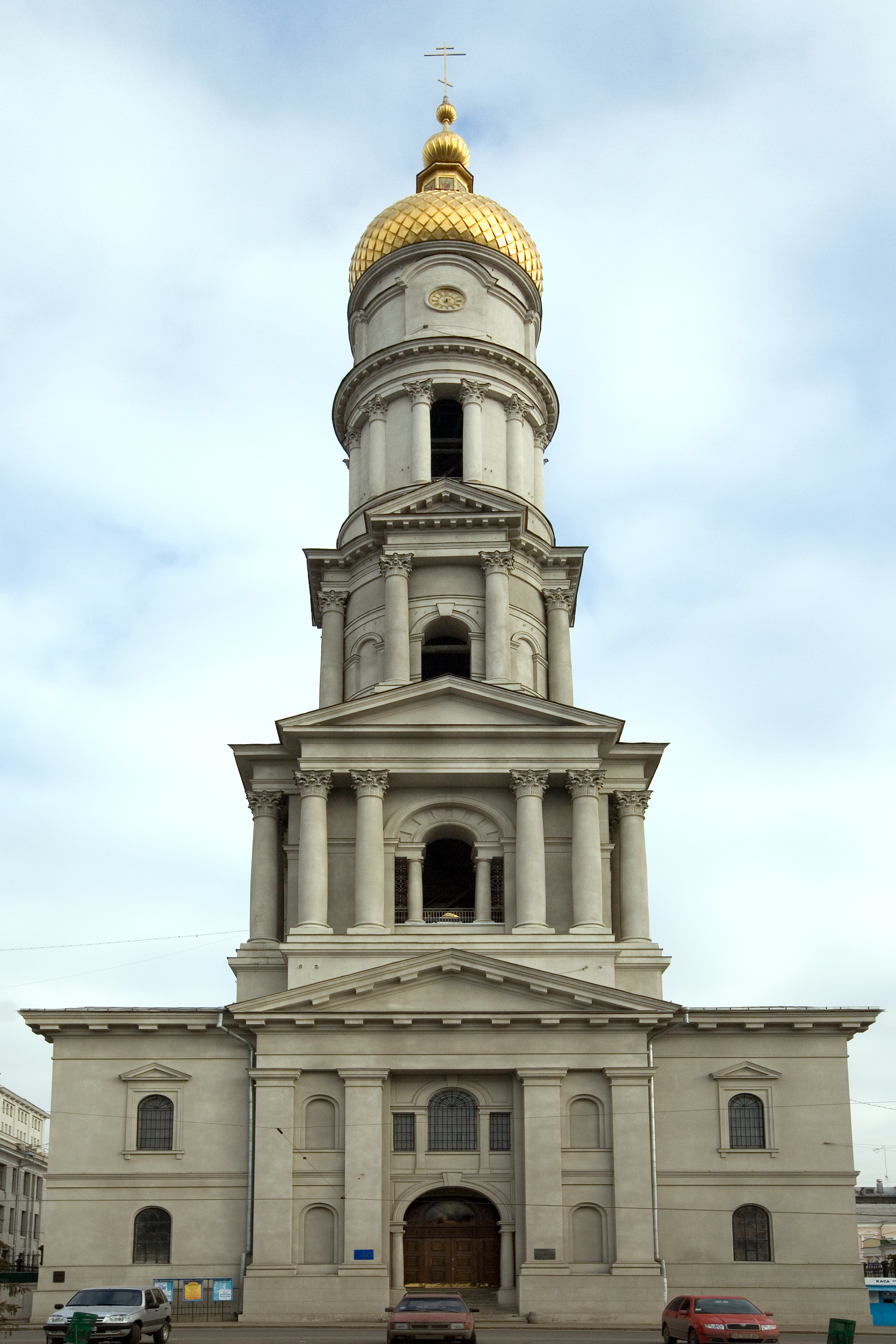
Успенський собор (Харків), дзвіниця з вул. Університетської, 19 ст.

Дзвіниці чи храмові вежі досить швидко почали розглядатися як свідоцтва досягнень церковної чи світської влади, ознака блиску і престижу церковних чи світських князів. Процес створення величних веж і дзвіниць розпочався в добу готики. Частка цих споруд стала покажчиком інженерного та будівельного генія відповідних держав і народів. 
Найбільші готичні вежі:
- вежа над середхрестям собору в Солсбері, Сполучене королівство (135 м);
- шпиль церкви Олевісте, Таллінн, Естонія (130 м);
- дерев'яний шпиль церкви Св. Петра, Рига, Латвія (120,7 м);
- вежа ратуші в Брюсселі, Бельгія (114 м);
- дзвіниця міського собору в Утрехті, Нідерланди (112 м).
- дзвіниця собору святого Марка в Венеції, Італія, дещо нижча — 98 м.

Інші вежі:
- Шпиль дзвіниці Петропавлівського собору, Санкт-Петербург — 122, 5 м.
- Церква Архангела Гавриїла, Москва — первісно 84 м, зараз нижче.
- Дзвіниця Іван Великий, Кремль, Москва — 81 м.
- Шатро церкви Вознесіння Господня, Коломенське, Москва — 62 м.
- Дзвіниця Новодівочого монастиря, Москва — 72 м.
- Шпиль, Адміралтейство, Санкт-Петербург — 72 м.
- Дзвіниця Троїце-Сергієвої лаври, Московська область — 88 м.

| Фото | Назва                                                                | Висота         | Рік створення                                                                        | Місцезнаходження                                    |
| ---- | -------------------------------------------------------------------- | -------------- | ------------------------------------------------------------------------------------ | --------------------------------------------------- |
|      | Велика лаврська дзвіниця                                             | 96,52 метра    | 1730-1745 рр.                                                                        | Києво-Печерська лавра, Київ                         |
|      | Софійська дзвіниця, Софійський собор (Київ)                          | 76 метрів      | 1648, триярусна 1744–1748 рр., четвертий ярус і баня 1852 р.                         | Київ                                                |
|      | Успенська церква та вежа Корнякта                                    | 65 метрів      | 1572-1578 рр.добудова вежі 1695 р. Арх. Петро Бебер                                  | Львів                                               |
|      | Латинський кафедральний собор (Львів)                                | 64,3 метри     | 1760-1778 рр.                                                                        | Дзвіниця Латинського кафедрального собору, Львів    |
|      | Монастир походження дерева Хреста Господнього Студійський устав УГКЦ |                | 1761 р.                                                                              | с. Підкамінь, Бродівского району Львівської області |
|      | Успенський собор (Харків), дзвіниця                                  | 89,5 м         | в 19 ст.на честь перемоги над Наполеоном                                             | м. Харків                                           |
|      | Спасо-Преображенський кафедральний собор                             | 56 метрів      | 1882—1892 рр.(реконструкція храму), тоді ж дзвіниця                                  | м. Суми                                             |
|      | Почаївська лавра                                                     | 65 метрів      | 1861-1871 р.                                                                         | Почаїв, Тернопільська область                       |
|      | Дзвіниця Михайлівського Золотоверхого собору, Київ                   | 49 метрів      | ( 1716-1720 роки ), відновлення 1997 року після знищення (архітектор Юрій Лосицький) | Київ                                                |
|      | Преображенська церква                                                | 44 метри       | 1843 рік                                                                             | Село Мошни, Черкаська область                       |
|      | Хрестовоздвиженський собор                                           |                | 1786 рік                                                                             | Полтава                                             |
|      | Чернігівський Троїцький монастир                                     |                |                                                                                      | Чернігів                                            |
|      | Єлецький Успенський монастир                                         | приблизно 35 м | 1670-1675 рр.                                                                        | Чернігів                                            |